# Diego Junqueira
Diego Junqueira (Tandil, 28 de Dezembro de 1980) é um tenista profissional argentino, já foi N. 68 da ATP, em simples.
Encerrou o ano de 2011 como o número 123 do mundo.